# New YorCœur
Albums de CharlÉlie Couture
Double Vue
(2004) Fort rêveur
(2011)
New YorCœur est un album de CharlÉlie Couture sorti en 2006.

## Liste des titres
Toutes les chansons sont écrites et composées par CharlÉlie Couture, sauf mention contraire.
| No  | Titre                        | Auteur                                                                       | Durée |
| --- | ---------------------------- | ---------------------------------------------------------------------------- | ----- |
| 1.  | Même à Spielberg             |                                                                              | 3:18  |
| 2.  | J'suis miné                  |                                                                              | 3:59  |
| 3.  | Juste un instant             |                                                                              | 3:25  |
| 4.  | Jamais assez (Never enough)  |                                                                              | 3:38  |
| 5.  | Une certaine lenteur rebelle |                                                                              | 3:51  |
| 6.  | L'empire du pire             |                                                                              | 3:55  |
| 7.  | Follow the line              |                                                                              | 3:18  |
| 8.  | Emmerdeur                    |                                                                              | 4:02  |
| 9.  | Ma Marseillaise              |                                                                              | 2:32  |
| 10. | Au cœur de Manhattan         | Antoine Bleck/CharlÉlie Couture                                              | 3:28  |
| 11. | Ton jour de gloire           | CharlÉlie Couture - CharlÉlie Couture/Dave Mezee/Leroy Chambers/Mo' Benjamin | 3:20  |
| 12. | Drop in, drop out            |                                                                              | 2:19  |
| 13. | Tous les hommes              |                                                                              | 4:30  |

## Personnel

### Musiciens
- Charlélie Couture : chant, guitare
- Karim Attoumane : guitare
- Vincent Bucher : harmonica

### Production
- Joe Logan : ingénieur du son
- Dan Hewitt : assistant
- Dombrance : mixage